# Norbert Bischofberger (Journalist)
Norbert Bischofberger (* 1964 in St. Gallen) ist ein Schweizer Journalist, Redaktor und Theologe.

## Leben
Seine 1996 veröffentlichte Doktorarbeit behandelt das Thema «Werden wir wiederkommen? Der Reinkarnationsgedanke im Westen und die Sicht der christlichen Eschatologie». Er arbeitete sieben Jahre lang für den Bayerischen Rundfunk. Er erstellte dort unter anderem einige Dokumentarfilme. 2002 wechselte er zum Schweizer Fernsehen und ist heute Redaktionsleiter der Sternstunden und Gesprächsleiter der «Sternstunde Philosophie».

## Filmografie (Auswahl)
- 2002: „Erzabtei Beuron“ (Reihe Donauschlösser, Folge 1)

## Werke
- Werden wir wiederkommen? Der Reinkarnationsgedanke im Westen und die Sicht der christlichen Eschatologie. Matthias Grünewald Verlag, Ostfildern 1996, ISBN 978-3-7867-1895-6.